# Jakub Darocha
Jakub Darocha (ur. 24 lipca 1889 w Sokołowie Małopolskim, poległ 23 maja 1915 r. w Żernikach) – pseudonim Koroniarz pochodził z rodziny o tradycjach patriotycznych. 

## Życiorys
Urodził się 24 lipca 1889 r. w Sokołowie (obecnie Sokołów Małopolski w pow. kolbuszowskim) jako syn Franciszka i Franciszki z d. Ożóg. Po ukończeniu gimnazjum w Rzeszowie rozpoczął studia prawnicze na Uniwersytecie Franciszkańskim we Lwowie. Był założycielem i dowódcą oddziału ZS w rodzinnym Sokołowie. Działał w Towarzystwie Szkoły Ludowej. Po ukończeniu gimnazjum w Rzeszowie rozpoczął studia prawnicze na Uniwersytecie Lwowskim. W tym czasie założył i został dowódcą oddziału Związku Strzeleckiego w rodzinnym Sokołowie Małopolskim.
Po wybuchu I wojny światowej razem z członkami swojego oddziału przeszedł do Krakowa do tworzących się Legionów. Razem z drużyną został przydzielony do VI baonu i dowodził plutonem.
W dniu 9 października 1914 roku w czasie pierwsze nominacji oficerskich w 1 pułku piechoty podczas postoju oddziałów Komendanta Piłsudskiego w Jakubowicach został mianowany na stopień podporucznika.
Brał udział w walkach Legionów i 18 listopada 1914 roku został ciężko ranny pod Krzywopłotami. Pod koniec lutego 1915 roku powrócił do swojego plutonu. 23 maja 1915 roku został śmiertelnie trafiony szrapnelem w czasie walk pod Żernikami. Został pochowany na cmentarzu wojskowym w Baćkowicach.
Został pośmiertnie odznaczony Krzyżem Srebrnym Orderu Virtuti Militari nr 7172 oraz Krzyżem Niepodległości.